# Abrazo del Estrecho

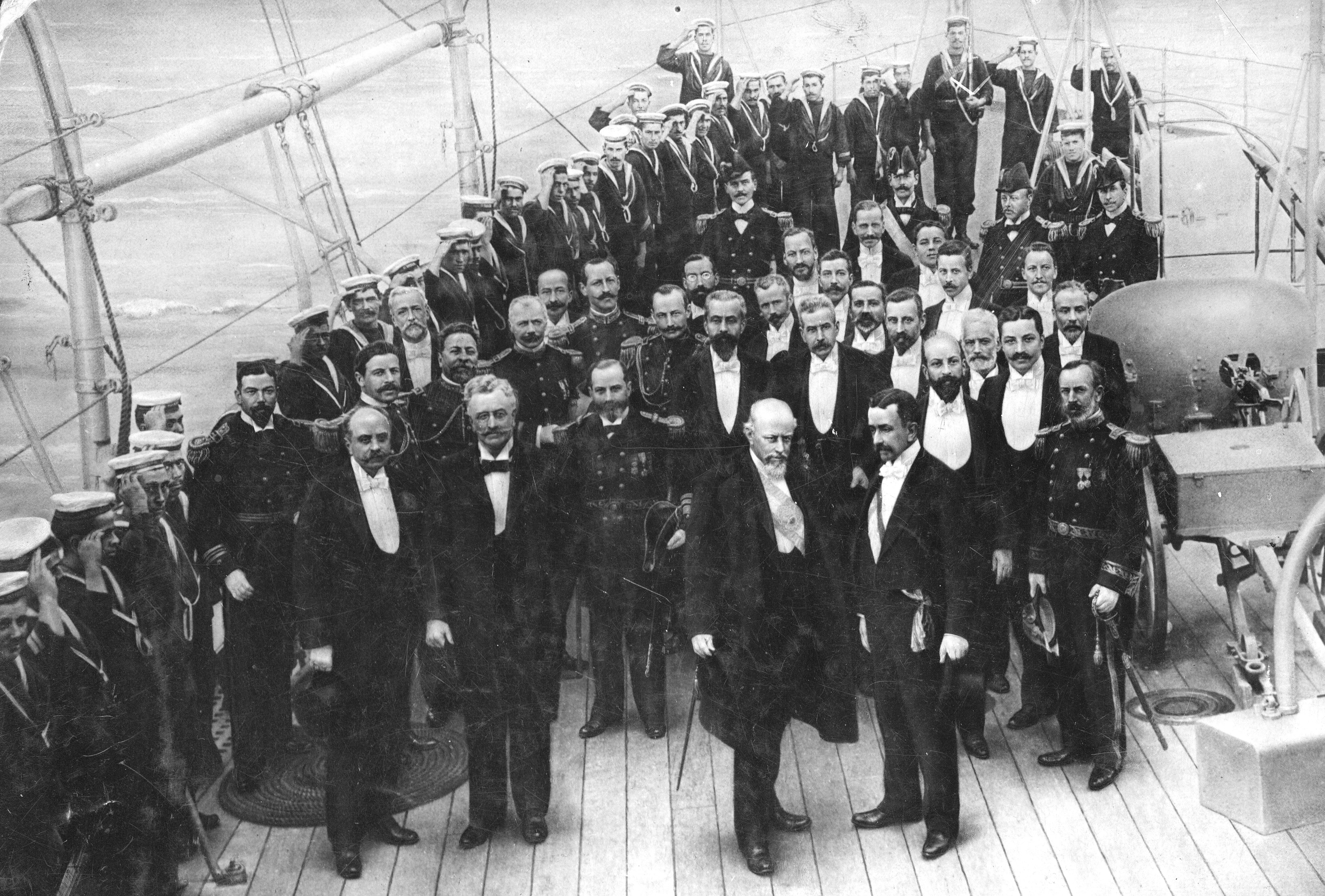
Imagen completa del encuentro.

El Abrazo del Estrecho es el nombre por el que es conocido el encuentro de Julio Roca con Federico Errázuriz Echaurren, respectivamente los presidentes de Argentina y Chile, realizado el 15 de febrero de 1899 en el estrecho de Magallanes frente a la ciudad de Punta Arenas, Chile.

## Historia
Luego de la Conquista del Desierto emprendida por la República Argentina, la Patagonia cobró una nueva relevancia y aumentó el interés en la demarcación de límites, entre ellos los correspondientes al estrecho de Magallanes, el cabo de Hornos y los canales fueguinos. La cuestión de límites pasó por sucesivas crisis que fueron parcialmente superadas por el Tratado de 1881 entre Argentina y Chile, el Protocolo Adicional de 1893 y el Protocolo de 1896, en el que las partes aceptaron el arbitraje de Gran Bretaña. A pesar de estos acuerdos en 1898 había un clima de tensión entre ambos países y el riesgo de que se desencadenara un conflicto bélico por los territorios de la Puna de Atacama.

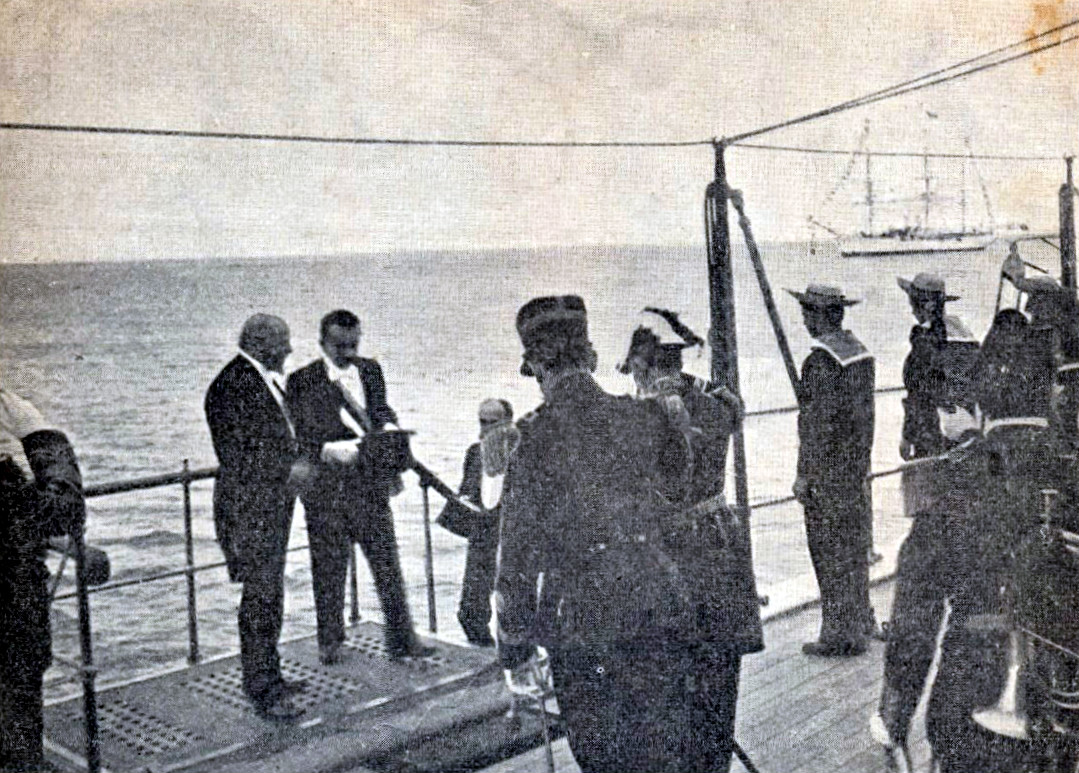
Visita del presidente Errázuriz a Roca en el acorazado Belgrano.

En su segundo mandato, el entonces presidente de la Argentina, Julio Roca, coordinó un encuentro con el de Chile, Federico Errázuriz Echaurren con el objetivo de establecer un diálogo conciliador. El 20 de enero de 1899 Roca emprendió el viaje a bordo del Crucero acorazado Belgrano hacia Punta Arenas, acompañado por Martín Rivadavia, ministro de Marina al mando del buque, y los diputados Bartolomé de Vedia, Julián Martínez, Eleázar Garzón y Benito Carrasco. También zarpó junto a ellos el crucero liviano Patria donde iban los corresponsales de los diarios; más tarde se uniría a la escuadra la fragata Sarmiento -buque escuela que hacía su viaje inaugural- y el transporte Chaco en el que viajaba el ministro de Relaciones Exteriores, Amancio Alcorta.
El 15 de febrero llegaron al puerto de Punta Arenas en donde se encontraba el presidente Errázuriz a bordo de la flota chilena, quien envió una delegación para saludar a Roca y ofrecerle su visita. Sin embargo Roca se le adelantó embarcándose en la falúa de gala junto a sus ministros. A bordo del Crucero Acorazado O'Higgins la banda chilena ejecutó el Himno Nacional Argentino y luego el Himno nacional de Chile; después de las presentaciones se inició el primer diálogo de los mandatarios que luego continuarían en los dos días siguientes. 
La reunión más relevante ocurrió el 16 de febrero, a bordo del O'Higgins.
Errázuriz dijo: 

La paz, siempre benéfica, es fecunda entre naciones vecinas y hermanas, armoniza sus intereses materiales y políticos, estimula su progreso, da vigor a sus esfuerzos, hace más íntimos sus vínculos sociales y contribuye a la solución amistosa de sus dificultades y conflictos. La paz es un don de la Divina Providencia.

Roca contestó:

La paz, como medio y como fin de civilización y engrandecimiento es, en verdad, un don de la Divina Providencia, pero es también un supremo deber moral y práctico para las naciones que tenemos el deber de gobernar. Pienso, pues, como el señor presidente de Chile y confundo mis sentimientos y mis deseos con los suyos, como se confunden en estos momentos las notas de nuestros himnos, las salvas de nuestros cañones y las aspiraciones de nuestras almas.

Este episodio no tuvo una consecuencia inmediata en el orden geopolítico y estratégico. Sin embargo el abrazo tuvo una gran repercusión diplomática y manifestó la voluntad conciliatoria de los dos países que desembocó más adelante en la firma en 1902 de los tratados conocidos como «Pactos de Mayo».

## Reedición en 1999
El 16 de febrero de 1999 los presidentes Carlos Menem, de Argentina, y Eduardo Frei, de Chile se reunieron a bordo del buque insignia Blanco Encalada en Punta Arenas, Chile, en conmemoración de los 100 años transcurridos desde el Abrazo del Estrecho y para consolidar las relaciones entre los dos países. Los presidentes suscribieron una declaración en la que ratificaron el compromiso de establecer un sistema de homologación para el cálculo del gasto militar con el propósito de poner fin a los conflictos limítrofes entre los dos países. También inauguraron un monumento en memoria del cardenal Antonio Samoré, a través de quien se llevaron a cabo las tratativas en la mediación papal en el conflicto limítrofe de 1978 (Conflicto del Beagle) que se resolvió con la firma del Tratado de Paz y Amistad de 1984.